# Twitch
Twitch (també conegut com a Twitch.tv) és una plataforma que ofereix un servei de flux de dades de vídeo en directe propietat d'Amazon. Presentat al juny de 2011 com un subproducte d'una altra plataforma de retransmissió en línia d'interès general, Justin.tv, el lloc principalment s'enfoca als videojocs, incloent-hi playthroughs de jocs jugats per usuaris, transmissió de eSports, i altres esdeveniments relacionats amb els videojocs. El contingut del lloc pot ser vist en directe o a la carta.
A mitjan 2013, el lloc aconseguia una mitjana de 43 milions d'espectadors mensuals, i pel febrer del 2014 va ser considerada la quarta font principal de trànsit a Internet als Estats Units. Al mateix temps, la matriu de Justin.tv va ser canviada pel nom "Twitch Interactive" per representar el canvi en les seves prioritats. Justin.tv va ser tancat l'agost del 2014.
Al setembre de 2014, Twitch va ser comprat per Amazon per 970.000.000 USD.

## Història
Quan Justin.tv va ser estrenat al 2007 per Justin Kan i Emmet Shear, el lloc va ser dividit en diferents categories de contingut. La categoria de videojocs va créixer especialment ràpid, i es va convertir en el contingut més popular de la pàgina. La companyia va decidir convertir-la en un subproducte enfocat només als videojocs, Twitch.tv, inspirat pel terme "twitch gameplay" (referit al temps de reacció dels jugadors). Va ser estrenat oficialment com una beta pública el 6 de juny de 2011. Des d'aquest moment, Twitch ha produït més de 35 milions de visites per mes. Actualment té al voltant de 80 treballadors i la seva central es troba a San Francisco.
Twitch ha rebut suport d'algunes inversions significants de capital emprenedor, de 15 milions de dòlars al 2012 i de 20 milions al 2013.
Des de la desaparició del seu competidor directe, Own3d.tv a principis de 2013, Twitch ha esdevingut el portal de retransmissió en directe més popular d'e-sports per una diferència abismal a la dels seus competidors, fins al punt de creure que té el monopoli del mercat. La competència de serveis de video com Youtube o Dailymotion van començar a incrementar el seu contingut de videojocs per poder competir, pero han tingut un impacte menor. Al 2013, Twitch tenia 43 milions de visites al mes, amb cada usuari veient una hora i mitja de contingut al dia. Al 2014, Twitch era la cuarta major font de trànsit a Internet als Estats Units, darrere de Netflix, Google i Apple. Va ser reanomenada com a Twitch Interactive, reflectint la major importància del servei sobre Justin.tv.
Al febrer del 2014, un pantaller conegut com a Twitch Plays Pokémon, un intent de jugar Pokémon Vermell amb la participació directa dels espectadors utilitzant un sistema que transformava els comandos del xat de comentaris en els controls del joc, es va tornar viral. El mateix mes, el canal va arribar a 6,5 milions de reproduccions totals i va tenir entre 60 i 70 mil espectadors en viu. Aquest pantaller va ser lloat pel vicepresident de la companyia, qui el va definir com "un exemple de com els videojocs s'han convertit en una plataforma d'entreteniment i creativitat que s'estén dels propòsits principals del seu creador". Aquesta forma de compartir l'experiència del videojoc es convertí en una forma d'entreteniment i híbrid exclusiva de la plataforma.
Al 2014, Variety va reportar que Google havia arribat a un acord preliminar per adquirir Twitch per aproximadament mil milions de dòlars. Aquest mateix any, el 30 de juliol, Steve Aoki va transmetre un esdeveniment en viu des d'un club nocturn a Eivissa via Twitch. El personal del lloc va declarar interés per la música en viu a la plataforma.
El 6 d'agost, després d'estar tancat un dia, Twitch va introduir un nou sistema d'arxiu actualitzat per al seu accés a les multiplataformes, destacant les transmissions anteriors d'algun canal i donant el salt al vídeo d'alta qualitat. També va incrementar els servidors i va crear una nova interfície del gestor de vídeos.
L'agost del 2014 es va anunciar que Amazon.com adquiria Twitch per 970 milions de dòlars, després del fracàs de Google per intentar comprar-lo.

## Continguts i audiència
Twitch està dissenyada com una plataforma de cobertura de e-sports en temps real. Això inclou una gran cobertura de tornejos, reproduccions personals de jugadores individuals, speedruns i shows que parlin de contingut relacionat amb videojocs. La pàgina principal de Twitch actualment mostra jocs a partir de la seva popularitat. Els espectadors solen ser homes d'entre 18 i 34 anys, tot i que la plataforma ha intentat persuadir altres públics, incloent-hi l'espectador femení. Actualment (desembre de 2020), els videojocsjocs més populars emesos a Twitch són League of Legends, que encapçala el rànquing amb un total de 111.684.336 hores visualitzades, Fortnite, Minecraft, Among Us, Counter Strike: Global Offensive, World of Warcraft i Gran Theft Auto V entre d'altres. No obstant això, la categoria més popular de Twitch és Just Chatting, amb 228.037.366 hores de visualització en total.
Alguns canals de Twitch ofereixen reproduccions en directe per reunir diners per a finalitats benèfiques. Al 2013, el lloc web ja havia organitzat esdeveniments amb els quals va aconseguir més de 8 milions de dòlars.
El juliol del 2011, Twitch ja havia dut a terme el seu programa de Partners, similar al de Youtube. Aquest projecte va permetre a productors de contingut populars compartir els beneficis generats per la publicitat dels seus streamers.
El periodisme també s'apunta a la plataforma amb gent com Emilio Doménech o Hasan Piker. Les seves cobertures sobre política nord-americana tenen un gran èxit entre la comunitat de Twitch.

## Suport a la plataforma
Twitch està disponible com a aplicació mòbil als sistemes operatius iOS i Android. Entre les seves característiques principals s'inclou la reproducció en directe via HD i en format horitzontal. També ofereix l'opció de navegar pels pantallers i jocs més populars o buscar per títols.
Alguns videojocs inclouen l'opció de transmetre les seves partides sense sortir del mateix joc. Alguns exemples en són el videojoc Minecraft o les plataformes Origin o UPlay.

## Comunitat Twitch en català
Hi ha una comunitat relativament petita d'usuaris que fan contingut en català, però amb cert creixement, i a Twitch també s'hi troba el fet que pantallers catalans retransmeten en castellà. Entre molts altres, alguns dels usuaris que publiquen contingut en català són devidcat (David Buxarrais), Marc Lesan o Pol Gise.
Es calcula que el català és el 29è idioma usat a Twitch, amb una mitjana d'espectadors/es mensuals al voltant del milió i mig. El seu creixement fa que el març del 2021 hi hagués registrats més de 500 canals en català amb contingut ben divers, com “LauzetaFolk” amb música tradicional o “LilDamiBoi” amb música urbana. I amb el contingut més clàssic de Twitch, els videojocs, trobem perfils com “LopezNorman44” o “Gaming_cat”, que busquen normalitzar el català en les retransmissions de jugadors de videojocs. Com a dada que cal destacar, el març del 2021 Lauzetfolk va ser el primer canal en català que va obtenir la col·laboració oficial de Twitch.